# Evinayong
Evinayong este un oraș  în Guineea Ecuatorială. Este reședința provinciei Centro Sur.